# Lieselotte Düngel-Gillesová
Lieselotte Düngel-Gilles(ová) (* 14. června 1922, Lauenburg, Šlesvicko-Holštýnsko) je německá spisovatelka knih pro děti a mládež.

## Život
Lieselotte Düngel-Gillesová se narodila roku 1922 v městě Lauenburg/Labe (Lauenburg/Elbe) ve Šlesvicku-Holštýnsku. Žila v Glienicke u Postupimi a povoláním byla programátorka. Nyní žije v Eichenau u Mnichova.

## Literární dílo
- Knud Rasmussen (1964), beletrizované vyprávění o životě, díle a cestách grónsko-dánského polárního badatele a etnografa Knuda Rasmussena.
- Zum Volk der Stromwirbel – Knud Rasmussen entdeckt die Ur-Eskimos (1972, K lidem z vířivých proudů – Knud Rasmussen objevuje prvotní Eskymáky), brožura.
- Polli. Ein Tag im Leben einer Biene (1980, Polli. Jeden den v životě včely).
- Freila. Ein Tag im Leben eines Kuckucks (1981, Freila. Jeden den v životě kukačky).

## Česká vydání
- Knud Rasmussen, Albatros, Praha 1974, přeložila Zuzana Tausingerová.